# Hypsiglena ochrorhyncha
Espèce
Synonymes
- Hypsiglena ochrorhynchus Cope, 1860
- Hypsiglena torquata ochrorhyncha Cope, 1860
- Hypsiglena venusta Mocquard, 1899
- Hypsiglena torquata venusta Mocquard, 1899
- Hypsiglena nuchalatus Tanner, 1943
- Hypsiglena torquata nuchalata Tanner, 1943
- Hypsiglena torquata klauberi Tanner, 1944
- Hypsiglena torquata unaocularis Tanner, 1944
- Hypsiglena torquata gularis Tanner, 1954
- Hypsiglena torquata baueri Zweifel, 1958
- Hypsiglena martinensis Tanner & Banta 1962
- Hypsiglena torquata martinensis Tanner & Banta 1962

Hypsiglena ochrorhyncha  est une espèce de serpents de la famille des Dipsadidae.

## Répartition

Distribution de Hypsiglena ochrorhyncha baueri
Distribution de Hypsiglena ochrorhyncha gularis
Distribution de Hypsiglena ochrorhyncha klauberi
Distribution de Hypsiglena ochrorhyncha martinensis
Distribution de Hypsiglena ochrorhyncha nuchalata
Distribution de Hypsiglena ochrorhyncha ochrorhyncha
Distribution de Hypsiglena ochrorhyncha venusta

Cette espèce se rencontre au Mexique en Basse-Californie du Sud et en Basse-Californie et aux États-Unis en Californie.

## Description
C'est un serpent ovipare.

## Liste des sous-espèces
Selon The Reptile Database (1 avril 2015) :
- Hypsiglena ochrorhyncha baueri Zweifel, 1958 - Île Cedros
- Hypsiglena ochrorhyncha gularis Tanner, 1954 - Île Partida Norte
- Hypsiglena ochrorhyncha klauberi Tanner, 1944 - États-Unis (Californie) et Mexique (Basse-Californie)
- Hypsiglena ochrorhyncha martinensis Tanner & Banta, 1962 - Île San Martin
- Hypsiglena ochrorhyncha nuchalata Tanner, 1943 - États-Unis (Californie)
- Hypsiglena ochrorhyncha ochrorhyncha Cope, 1860 - Mexique (Basse-Californie du Sud)
- Hypsiglena ochrorhyncha venusta Mocquard, 1899 - Mexique (Basse-Californie du Sud)

## Taxinomie
La sous-espèce Hypsiglena ochrorhyncha unaocularis a été élevée au rang d'espèce par Mulcahy, Martínez-Gómez, Aguirre-León, Cervantes-Pasqualli et Zug en 2014.

## Publications originales
- Cope, 1860 : Catalogue of the Colubridae in the Museum of the Academy of Natural Sciences of Philadelphia, with notes and descriptions of new species. Part 2. Proceedings of the Academy of Natural Sciences of Philadelphia, vol. 12, p. 241-266 (texte intégral).
- Mocquard, 1899 : Contribution à la faune herpetologique de la Basse-Californie. Nouvelles archives du Muséum d'histoire naturelle, sér. 4, vol. 1, p. 297-344 (texte intégral).
- Tanner, 1943 : Two new species of Hypsiglena from western North America. Great Basin Naturalist, vol. 4, no 1-2, p. 49-54 (texte intégral).
- Tanner, 1954 : Additional note on the genus Hypsiglena with a description of a new subspecies. Herpetologica, vol. 10, no 1, p. 54-56.
- Tanner & Banta 1962 : Description of a new Hypsiglena from San Martín Island, México, with a resumé of the reptile fauna of the island. Herpetologica, vol. 18, no 1, p. 21-25
- Zweifel, 1958 : Results of the Puritan-American Museum of Natural History Expedition to western Mexico 2. Notes on reptiles and amphibians from the Pacific Coastal Islands of Baja California. American Museum Novitates, no 1895, p. 1-17 (texte intégral).